# Mestre-escola

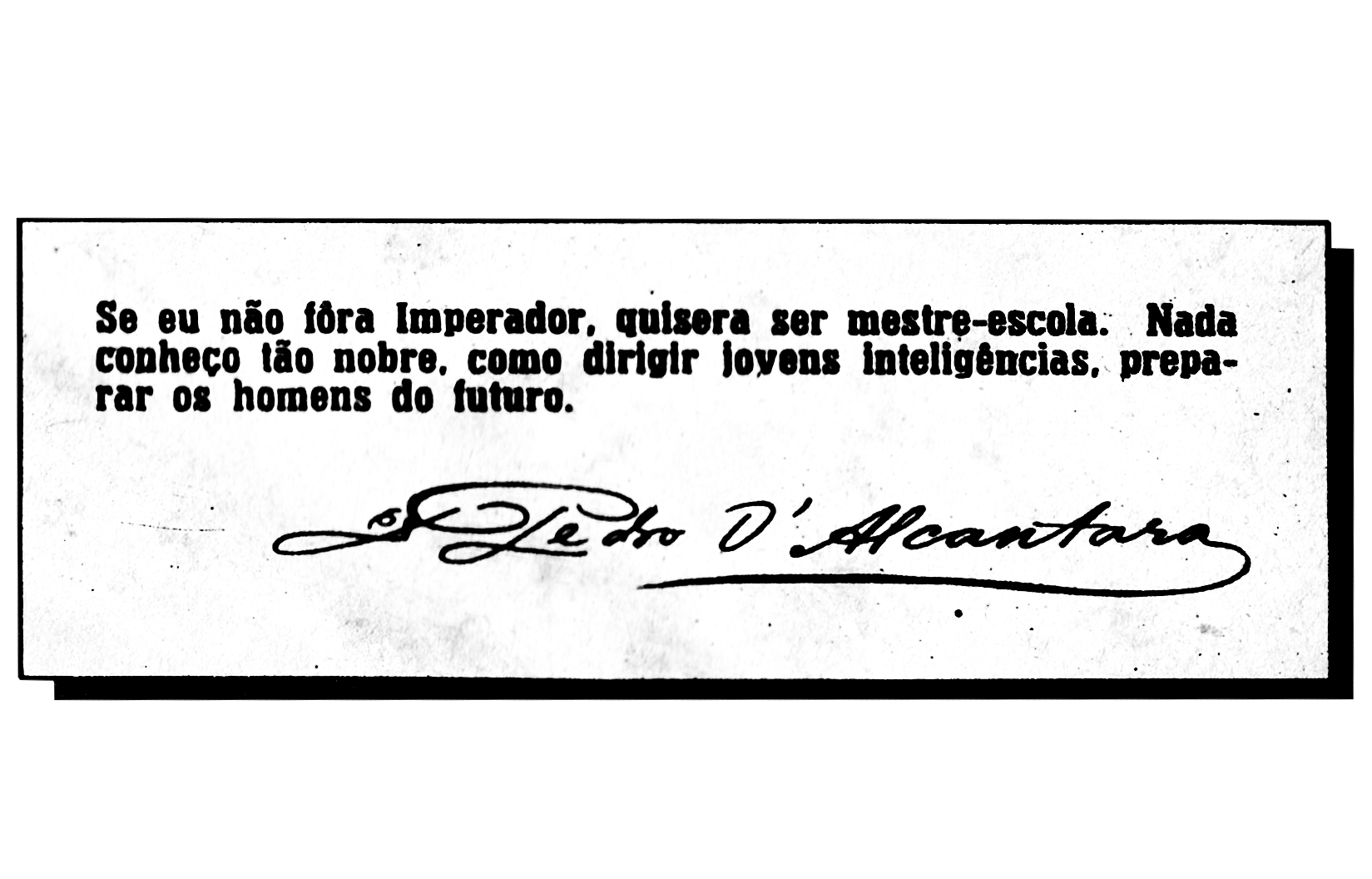
Frase em que Pedro II do Brasil, manifesta que se não fosse imperador seria mestre-escola, professor.

Mestre-escola, ou mestre de primeiras letras, designa a posição de professor de instrução primária em uma escola. Ele leciona as primeiras letras e contas
Na hierarquia da Igreja Católica o termo se refere a uma dignidade eclesiástica inferior, que dirige escola pertencente a um cabido, sob uma regra que estabelece suas funções litúrgicas. É uma das funções que podem desempenhar os cônegos, juntamente com as de deão, arcediago, arcipreste e chantre.